# Georges Le Fèvre
Pour les articles homonymes, voir Le Fèvre.
Georges Le Fèvre est un journaliste et écrivain français né à Paris le 22 décembre 1892 et mort à Sadirac (Gironde) le 16 novembre 1968. Il est dans les années 1930,  l’un des « héros » de l’expédition Citroën Centre-Asie, connue sous le nom de « Croisière Jaune ». Il est également cofondateur du prix Renaudot en 1926.

## Parcours

### De la Grande Guerre aux années 1930
En 1914, il est mobilisé comme agent de liaison cycliste ; des circonstances qui ne l'empêcheront pas de conserver toute sa vie une passion pour le vélo !
Mais c'est au lendemain de la Grande Guerre qu'il commence sa carrière de journaliste.
Chacune de ses enquêtes sur les différents continents pour les journaux de l'époque (L’Intransigeant, Paris-Soir, Le Petit Parisien, Le Figaro, etc) est prétexte, le plus souvent, à l'écriture d'un livre, dans un style toujours vivant et dépouillé de tout didactisme.
Bagnards et Chercheurs d'Or, publié en 1925 (ed. Ferenczi) nous transporte à Cayenne ; et deux ans après, Démolisseurs et Bâtisseurs (1927, éd. André Delpeuch ) puis L'Epopée du Caoutchouc (1927, éd. Stock) nous entraînent dans l'Indochine des années 1920.
Tous ces voyages se faisant en bateau, l’ouvrage Monsieur Paquebot (1928, éd. Baudinière) donne l'occasion de faire vivre à ses lecteurs une traversée transatlantique et la découverte de New York.
Dans Je suis un Gueux A Londres A Berlin A Paris (1929, éd. Baudinière), Georges Le Fèvre analyse l'existence des clochards dans la ville. Pour ce faire, il disparaît plusieurs mois de la vie publique pour vivre comme un clochard, au milieu des clochards !
Il s'intéresse à la main d'œuvre immigrée en France pour Homme-Travail (1930, éd. Baudinière).
Au secours de la Couture (la vie d'une maison de haute couture, 1929, éd. Baudinière) et Un Bourgeois au Pays des Soviets (l'URSS en plein Stalinisme, 1929, éd. Jules Tallandier) terminent cette première phase dans l'œuvre de Georges Le Fèvre avant la grande aventure qui va marquer toute sa vie.

### De la Croisière Jaune à la Libération
André Citroën et Georges-Marie Haardt l'engagent comme historiographe de l'Expédition Centre-Asie, plus connue sous l’appellation de Croisière jaune : la traversée en auto-chenilles - conçues par Adolphe Kégresse - de toute l'Asie jusqu'à Pékin par un groupe d'hommes de multiples disciplines dont l’anthropologue Pierre Teilhard de Chardin.
Il rend compte de cette héroïque épopée dans son livre le plus célèbre La Croisière Jaune, publié en 1933 (éd. Plon).
Suivent La Foudre Humaine, le "roman" de l'Électricité (1937, éd. Plon), puis Les Marchands d'Espace (1939, éd. Plon) sur les débuts de l'aviation commerciale, qui mettent fin, provisoirement, à son activité.
Au moment de la Guerre 1939-1945 il quitte Paris et s'installe au domaine du Pech à Sadirac avec son épouse britannique dans le Bordelais afin d'échapper plus facilement aux sollicitations de la presse collaborationniste.
De retour à Paris à sa Libération, il reprend son activité de journaliste et écrit … Et Paris se libéra en 1945 (éd. Hachette).

### Dernières enquêtes
Deux enquêtes, Cap sur l'Afrique (avec Edmond Tranin, 1947, édit. Hachette) et Sa majesté le Pétrole (1950, édit. Hachette) sur la prospection pétrolière aux États-Unis, sont ses deux derniers livres.
Georges Le Fèvre est par ailleurs cofondateur du Prix Renaudot en 1926. Il a fait partie de la dizaine de journalistes et critiques qui ont formé le premier jury de ce célèbre prix littéraire.
Il est mort dans sa petite maison du Bordelais en 1968 après dix ans de maladie.
Georges Le Fèvre est le beau-père du compositeur Michel Fano.

## Distinctions
- Chevalier de la Légion d'honneur (1932)

## Livres
- Bagnards et Chercheurs d'or. Au pays de L'or, de L'expiation et de la fièvre - 1925, éd. J. Ferenczi et Fils.
- Démolisseurs et Bâtisseurs - 1927 - éd. André Delpeuch
- L'Épopée du caoutchouc - 1927, éd. Librairie Stock
- Monsieur Paquebot - 1928, éd. Baudinière
- Je suis un gueux à Londres à Berlin à Paris -1929, éd. Baudinière
- Au secours de la couture - 1929, éd. Baudinière
- Un bourgeois au pays des soviets - 1929. éd. Jules Tallandier
- Homme-Travail - 1929, éd. Baudinière
- La Croisière jaune - 1933, éd. Plon

Prix Sobrier-Arnould de l’Académie française 1934
- La Foudre humaine - 1937, éd. Plon
- Les Marchands d'Espace - 1939, éd. Plon
- … Et Paris se libéra – 1945, éd. Hachette
- Cap sur l'Afrique (avec Edmond Tranin) - 1947, éd. Hachette
- Sa majesté le pétrole - 1950, édit. Hachette